# Al-Muktafi

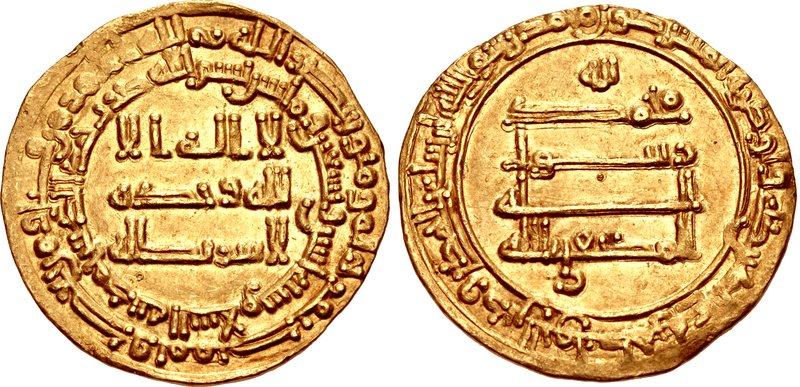
Dinar al-Mutakfis aus Bagdad.

Abu Muhammad Ali ibn Ahmad al-Muktafi bi-llah (arabisch أبو محمد علي بن أحمد المكتفي بالله, DMG Abū Muḥammad ʿAlī b. Aḥmad al-Muktafī bi-'llāh), kurz al-Muktafi genannt (* 875; † 13. August 908), war von 902 bis zu seinem Tod der siebzehnte Kalif aus der Dynastie der Abbasiden.
Al-Muktafi, ein Sohn und Nachfolger des Kalifen al-Mutadid (al-Mu‘tadid, 892–902), gilt als der letzte Kalif, der seine Autorität in den ihm unterstehenden Gebieten noch durchsetzen konnte. Unter ihm wurde der abbasidische Machtbereich noch einmal erheblich ausgeweitet, als 905 mit der Besetzung von Syrien und Ägypten der Sturz der Tuluniden gelang. Zwar wurde im Jahr 904 Nordsyrien von Byzanz angegriffen, doch plünderte die arabische Flotte unter dem Renegaten Leon von Tripolis im Gegenzug erfolgreich die Ägäisgebiete. Mit Thessaloniki konnten die Muslime auch eine der bedeutendsten byzantinischen Städte erobern und plündern. Dem byzantinischen Rebellen Andronikos Dukas gewährte al-Muktafi 906/907 Zuflucht.
Unter al-Muktafi gelangten zwar die Hamdaniden in Mossul und im nordsyrischen Aleppo an die Macht, doch erkannten sie die Kalifen in Bagdad als ihre Oberherren an. In Syrien konnten die Abbasiden auch die ismailitische Bewegung entscheidend schwächen, nachdem Aufstände der Beduinen unter Führung von Anhängern der Fatimiden niedergeschlagen worden waren. Allerdings entwickelten sich die ismailitischen Qarmaten von al-Hasa zu einer neuen Bedrohung für das abbasidische Kalifat.
Der Nachfolger al-Muktafis wurde dessen Bruder al-Muqtadir (908–932).